# Asuka-kyō

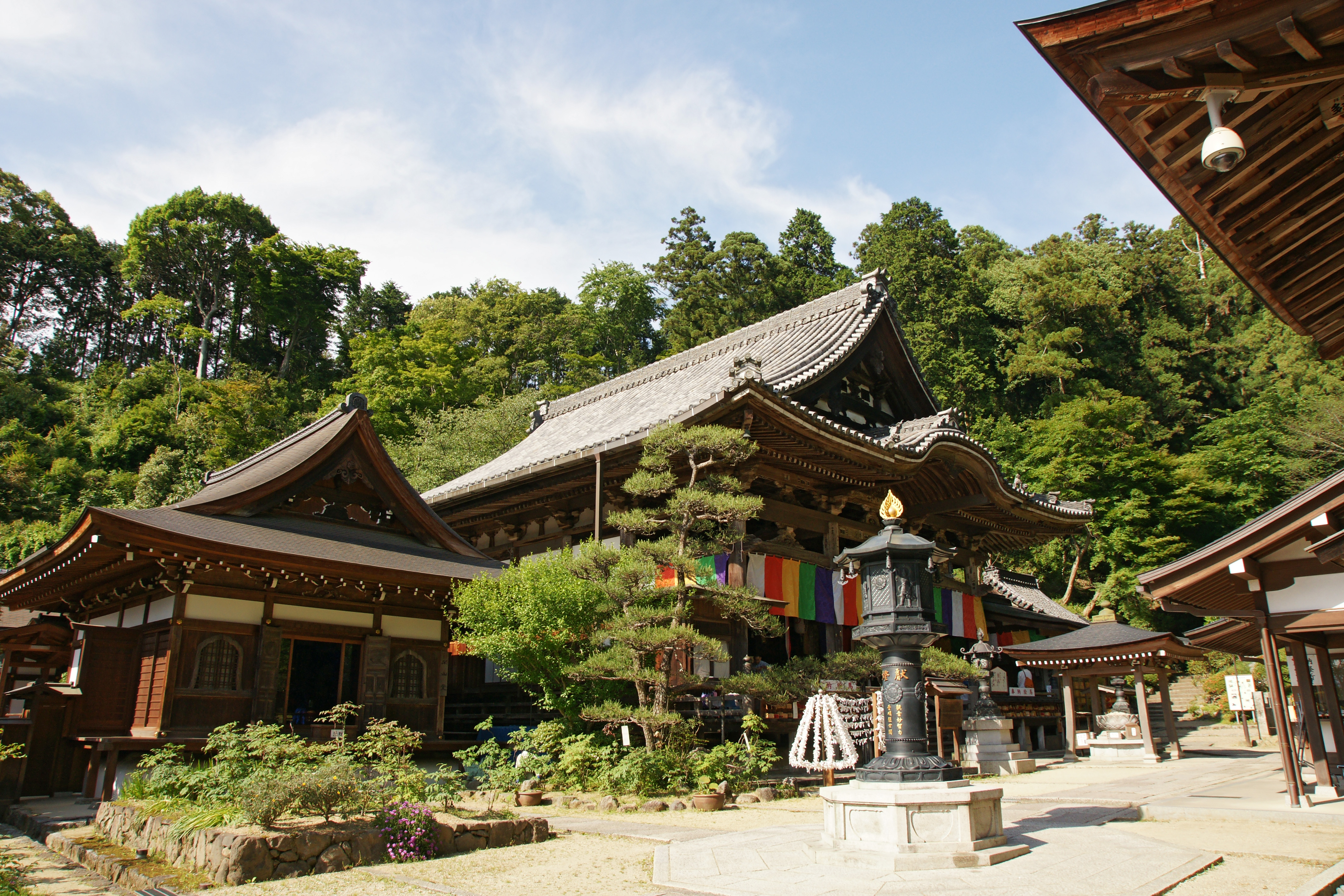
L'antico tempio Okadera

Asuka-kyō (飛鳥京?) fu a più riprese la capitale del Giappone a partire dal 485 d.C. fino al 694. Si trovava nell'antica provincia di Yamato, che corrisponde all'odierna prefettura di Nara. Nella zona in cui sorgeva la capitale è rimasto un villaggio (村?, mura o anche son) che conserva il nome Asuka (明日香村?, Asuka-mura).

## Alternanza delle capitali nel periodo Asuka
Durante il periodo Asuka, si alternarono ad Asuka-kyō nel ruolo di capitale diverse località. Tra queste, Hirakata (dal 507 al 511), nell'odierna prefettura di Osaka, Kyōtanabe (511-518) e Nagaokakyō (518-526), in quella di Kyōto, la stessa Osaka (645-654, 661-667) e la zona dell'attuale Ōtsu, ora nella prefettura di Shiga (667-672), sono distanti al massimo 60 chilometri da Asuka.
La lontana Asakura (dal maggio al luglio del 661), nell'odierna prefettura di Fukuoka, fu scelta come capitale in previsione di una guerra contro il regno coreano di Silla. L'imperatrice Saimei morì prima dell'inizio delle operazioni, e la capitale fu portata ad Osaka.
Le altre capitali di quel periodo, oltre ad Asuka-kyō, furono Sakurai (456-484, 498-507, 526-532, 535-539, 575-585), Tenri (488-498), Kashihara (532-535, 636-639), Kōryō (572-575, 640-642) e l'attuale distretto di Shiki (585-592), tutte località che si trovano nel raggio di 10 chilometri da Asuka.

## Storia
Durante il periodo Kofun (古墳時代?, Kofun jidai) (250 d.C.-538), salirono alla ribalta della scena politica giapponese i clan della provincia di Yamato, e già dal 485 al 487 Asuka fu la sede dell'imperatore. Il paese era frammentato ed altri clan di altre province godevano di completa autonomia, ma i clan di Yamato lentamente presero il sopravvento, dando origine alla prima effettiva casa imperiale. Fu così che il Giappone entrò nella sua era classica, il cui inizio fu il periodo Asuka (飛鳥時代?, Asuka jidai) (538-710), che prese il nome da Asuka-kyō.
Il grande fermento politico di quei tempi si estese anche in campo religioso; la svolta epocale, che avrebbe segnato il futuro del paese, avvenne con l'introduzione "ufficiale" a corte del buddhismo ad opera di una missione di monaci provenienti dal regno coreano di Baekje, secondo alcune fonti nel 538, secondo altre nel 550. Tale dottrina era già penetrata nel paese da qualche secolo, ma fu la casa regnante di Asuka che la trasformò nella religione della corte imperiale.
Sempre in quegli anni, il Giappone ebbe un'apertura verso gli stati esteri, in particolare con i regni della Corea e con la Cina, con le quali si intensificarono i rapporti diplomatici e gli scambi commerciali. Furono anni di grande civilizzazione per il Giappone, e alla corte di Asuka-kyō fiorirono anche le arti, tanto che prima di essere definito come momento storico, il periodo Asuka si identifica con quello legato alle arti ed alla cultura in generale.
Il potere di Yamato si estese in tutta l'isola di Honshū e in quella di Kyūshū e strinse alleanze con i locali clan conferendo titoli di tipo feudale. Il modello di amministrazione si ispirò a quello cinese, il territorio fu suddiviso in contee e la popolazione in gruppi sociali basati sul lavoro dei membri che li componevano. Nacquero i gruppi di contadini, di pescatori, di tessili, di artigiani eccetera. Sempre nel periodo di Asuka, dalla Cina furono anche importati i caratteri usati per la scrittura.

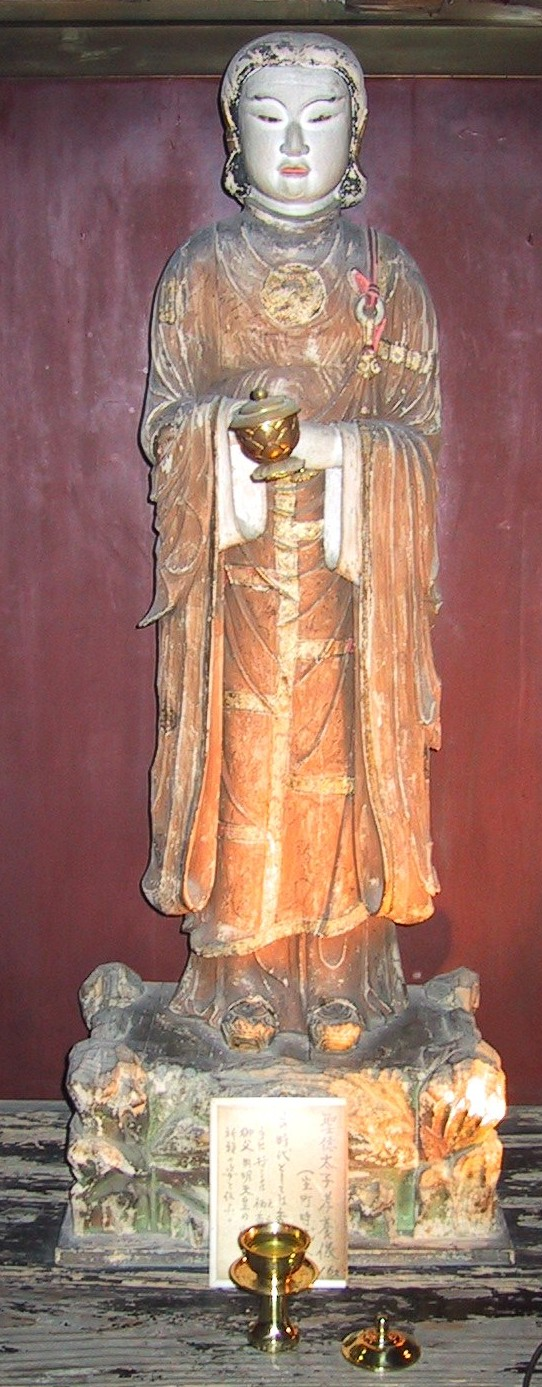
L'antica statua del principe Shōtoku nel tempio Asukadera

Tra i clan più in vista di Asuka-kyō, si distinse quello dei Soga, i cui membri ebbero accesso alle più alte cariche dello stato. Un ruolo determinante lo ebbe il capo di tale clan, il potente ministro Soga no Umako, dopo aver fatto uccidere, nel 587, il capo del clan rivale dei Mononobe, che monopolizzavano i gradi più alti dell'esercito, favorì l'ascesa al trono del crisantemo del nipote, che divenne l'imperatore Sushun. Questi si ribellò quando si rese conto di essere uno strumento nelle mani dello zio, Umako lo fece a sua volta uccidere, per far salire al trono la più duttile Suiko, prima donna a divenire imperatrice in Giappone, alla quale affiancò con la carica di reggente il fido principe Shōtoku Taishi, altro membro del clan Soga.
Fu grazie a Shōtoku Taishi e a Soga no Umako, ferventi buddhisti, che si avviarono le riforme atte a trasformare il paese secondo il modello cinese. Sottomisero i clan avversari che avversavano il buddhismo, furono costruiti diversi templi, fu promulgata una nuova costituzione, venne adottato il calendario cinese, furono inviati molti studenti in Cina per studiare il buddhismo ed il confucianesimo e vennero enormemente incrementati gli scambi con la terraferma.
Gli intrighi dei Soga ebbero fine nel 645, quando il clan dei Nakatomi, i cui capi erano i maestri di cerimonia degli importanti riti shintoisti a corte, organizzò un colpo di stato che si concluse con l'assassinio del capo clan dei Soga, Soga no Iruka, e l'abdicazione dell'imperatrice Kōgyoku. Il paese venne riorganizzato con gli editti di riforma di Taika ed al vertice della gerarchia nobiliare passarono i Nakatomi, un altro clan di Asuka-kyō, che poco dopo avrebbero preso il nome di clan Fujiwara. Il nuovo ordinamento garantito dagli editti accentrava il potere nelle mani della corte imperiale, con l'abolizione dei titoli feudali per i capi-clan del resto del Giappone e con la nomina da parte dell'imperatore di influenti ministri, che venivano scelti tra i membri del suo clan e dei clan alleati.
Anche se le cerimonie shinto di corte furono ripristinate, il modello cinese nella compilazione delle nuove leggi fu mantenuto, il buddhismo venne ridimensionato ma non sradicato, dato che molti tra i più potenti clan si erano convertiti al nuovo credo. Altre novità di quegli anni furono l'assunzione dell'attuale nome del Giappone, Nihon (日本?), che fino ad allora veniva chiamato Wa, e l'introduzione dell'attuale titolo di sovrano celeste (Tennō?, 天皇) per l'imperatore, che fino ad allora veniva chiamato "il grande sovrano che regna su tutto ciò che è sotto il cielo" (Sumeramikoto o Amenoshita Shiroshimesu Ōkimi?, 治天下大王).
Con l'accrescere del potere del nuovo clan imperiale, nel 694 Asuka-kyō perse il rango di capitale, quando l'imperatrice Jitō fece costruire e trasferì la corte nella vicina Fujiwara-kyō, la nuova città che venne fondata sulle terre degli stessi Fujiwara.
Nel 710 la capitale sarebbe stata trasferita a Nara, Asuka perse del tutto la sua importanza politica e cominciò il declino fino a diventare un piccolo villaggio che mantiene tuttora il nome Asuka, contava nel febbraio del 2012 circa 6.000 abitanti ed è situato nel distretto di Takaichi. Le testimonianze storico-archeologiche che vi si trovano, hanno spinto il governo, nel 1967, a dichiarare la zona sito storico da preservare e a vietare la costruzione di edifici moderni, per mantenere inalterato il fascino della vecchia capitale. Nel 1994 è stato portato a termine il parco nazionale storico di Asuka, che copre un'area di 391 ettari.

## Etimologia
Vi sono diverse ipotesi sull'origine della parola Asuka. Una di queste la fa derivare dal crociere, detto isuka in giapponese, mentre un'altra, di origine geologica, dai banchi di sabbia o dalla parola delta, dette suka (洲処) o asuka (崩地処). Un'ulteriore ipotesi vuole che il nome della città derivi da quello di Asuka (or Ashuku) Nyorai, la traduzione giapponese di Akṣobhya, uno dei Cinque Buddha della saggezza della tradizione buddhista Vajrayana.
Il suffisso kyō (京?) è sinonimo di capitale imperiale, come nei casi di Tōkyō e Kyōto.

## Palazzi imperiali
Quando Asuka fu capitale, ogni imperatore fece costruire il proprio palazzo, secondo la credenza che risiedere dove il precedente imperatore era morto fosse di cattivo auspicio. Tutta la corte si spostava così nel nuovo palazzo.
Gli edifici erano in legno ed alcuni incendi resero necessario costruire una nuova reggia per lo stesso imperatore. Nel corso dei secoli tutte queste strutture sono andate perdute, e rimangono oggi solo i basamenti in pietra.

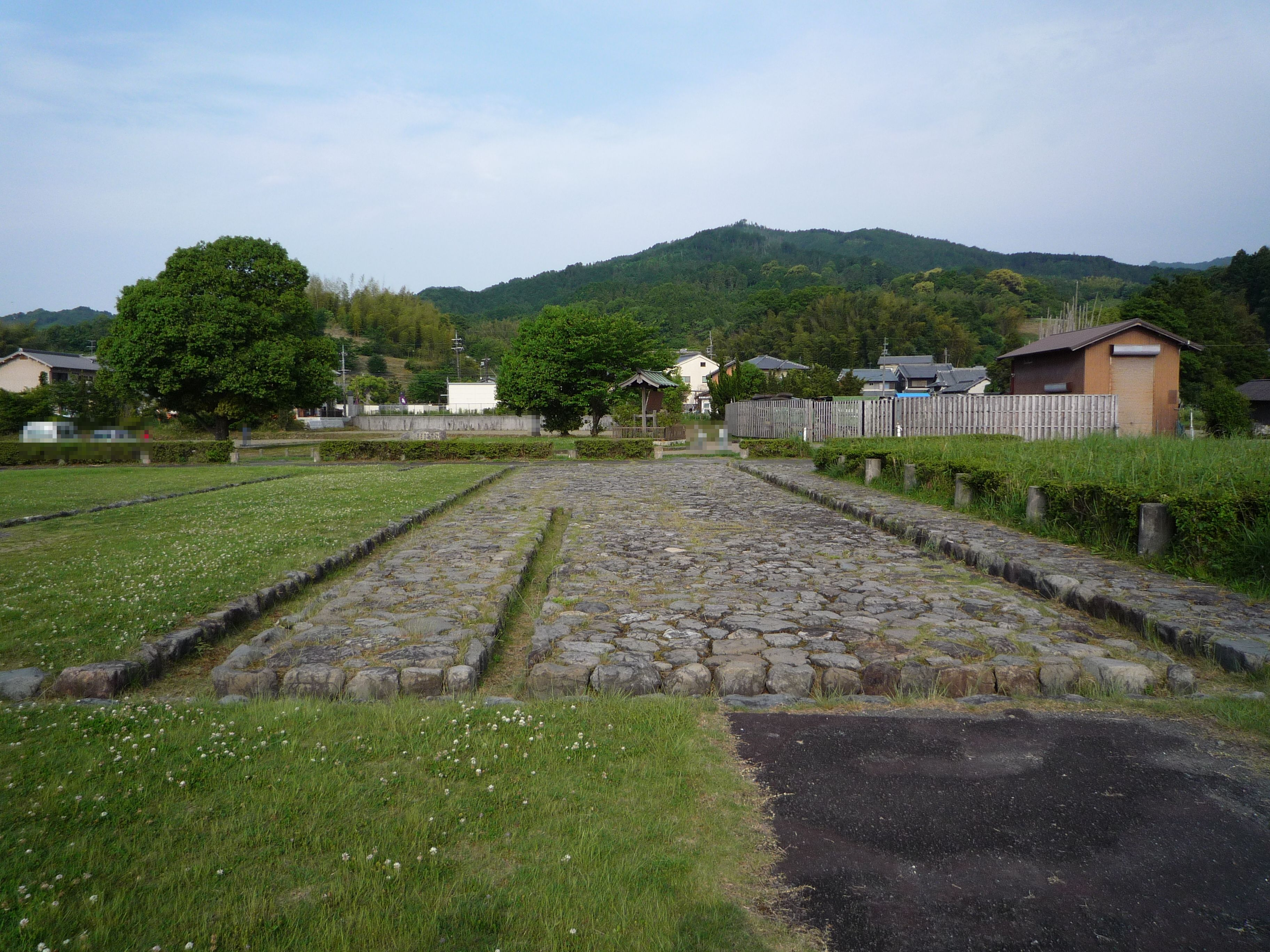
I resti di Palazzo Itabuki

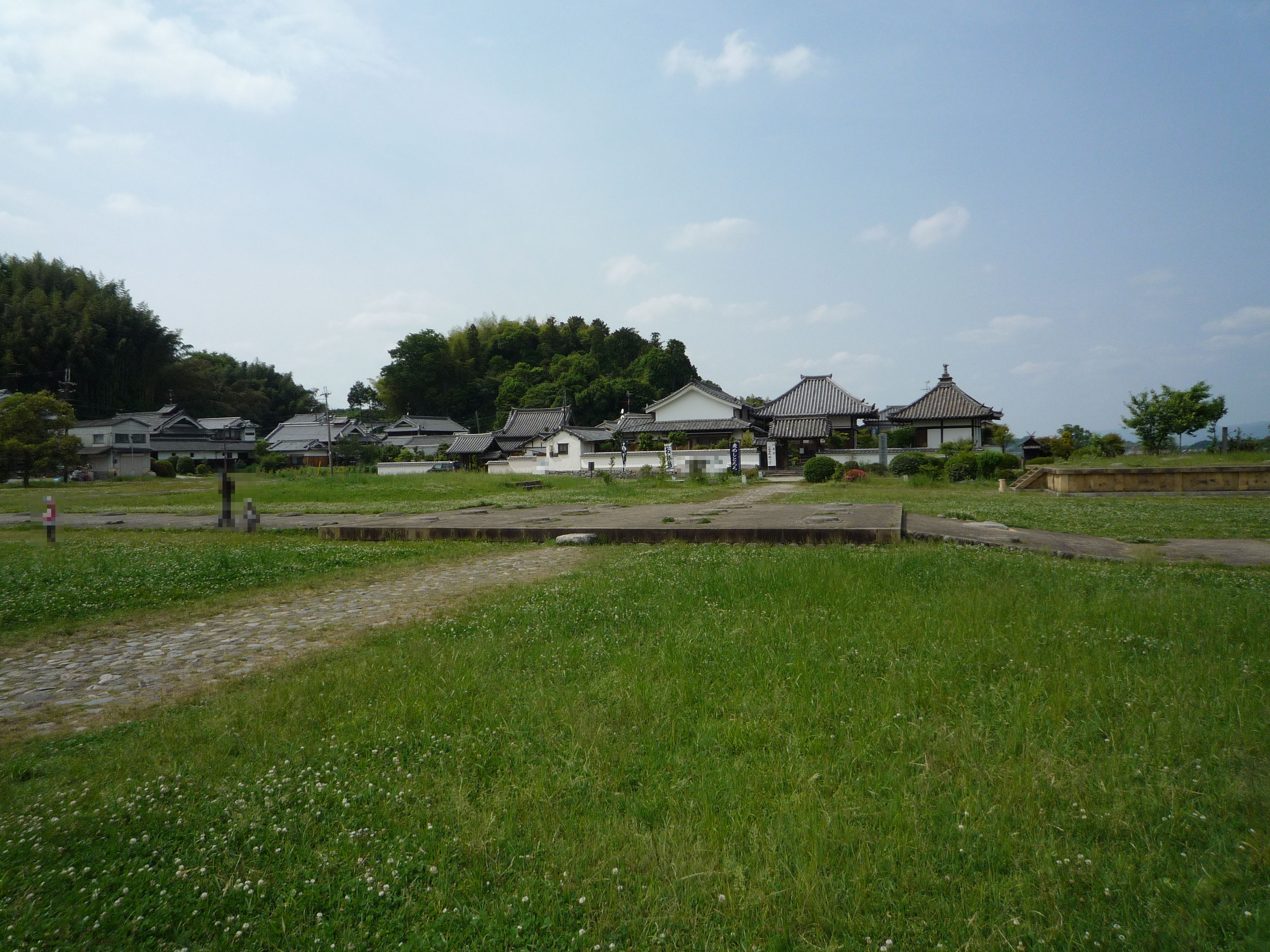
I resti di Palazzo Kawara

Di seguito la lista dei palazzi imperiali:
- Palazzo Toyura (592–603)
- Palazzo Oharida (603–30)
- Palazzo Okamoto (630–36)
- Palazzo Tanaka (636–40)
- Palazzo Umayasaka (640)

Dal 640 al 642 la corte fu portata al palazzo Kudara di Kōryō, Nara.
- Palazzo Itabuki (643–45)

Dal 645 al 654 la corte fu portata al palazzo Naniwa Nagara-Toyosaki di Naniwa, l'odierna Osaka.
- Palazzo Itabuki (654–55)
- Palazzo Kawara (655–56)
- Nuovo palazzo Okamoto (656–61)

Nel 661 la corte fu portata per alcuni mesi al Palazzo Tachibana no Hironiwa di Asakura, nell'odierna prefettura di Fukuoka. Tale scelta fu dovuta ai preparativi dell'esercito per una guerra contro il regno di Silla, nella penisola coreana. Prima che partisse la spedizione giapponese, l'imperatrice Saimei morì e la capitale fu riportata a Naniwa, dove rimase fino al 667. Dal 667 al 672 la corte fu portata al Palazzo Ōmi, detto anche Palazzo Ōtsu ad Ōmi-kyō, nel territorio dell'attuale Ōtsu, Shiga).
- Palazzo Shima (672)
- Palazzo Okamoto (672)
- Palazzo Kiyomihara (672–94)

## Altre costruzioni

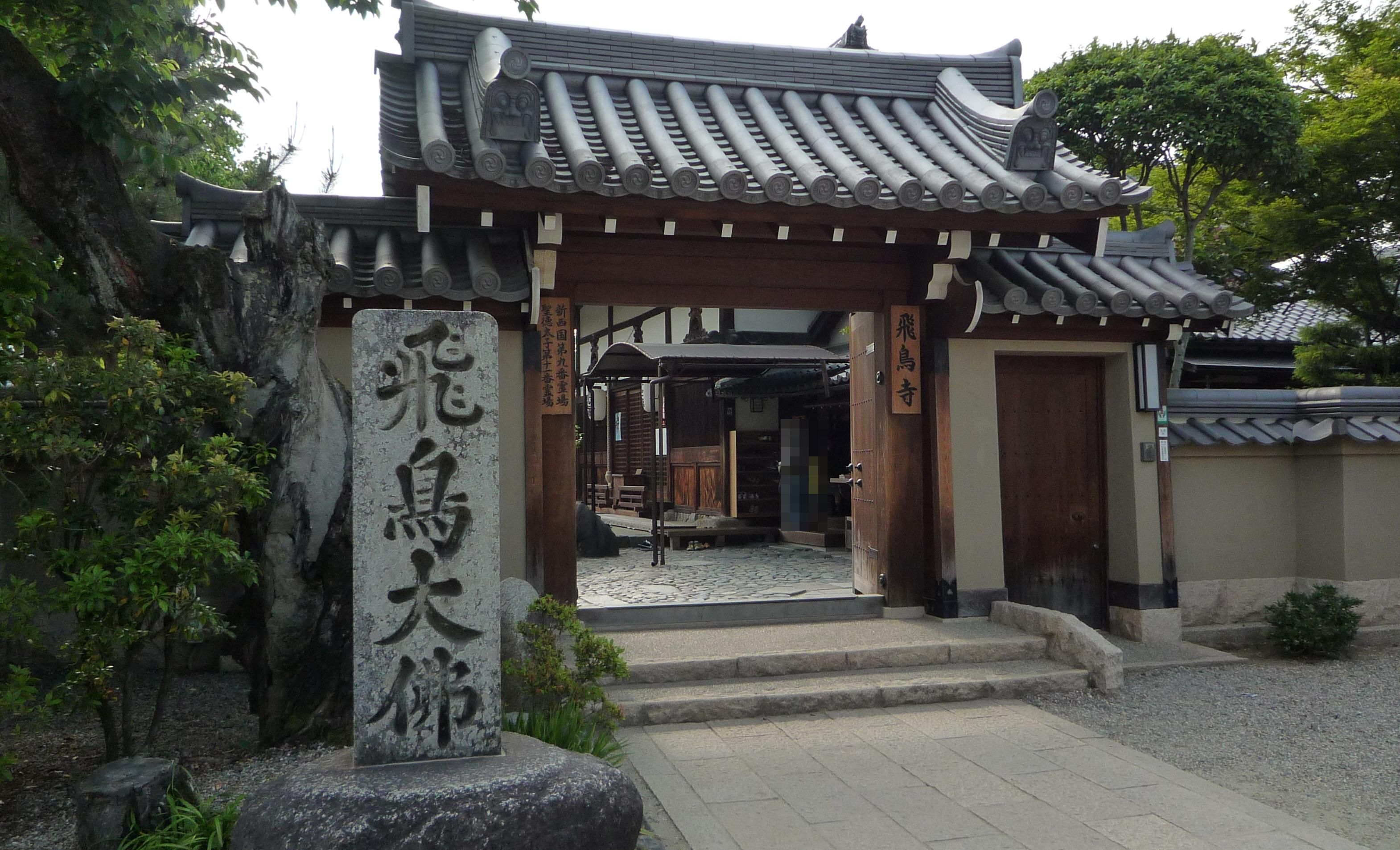
L'ingresso al tempio Asukadera

### Templi

#### Asukadera
Asukadera (飛鳥寺?), detto anche Hōkō-ji (法興寺?), è uno dei complessi templari buddhisti più antichi del Giappone. La struttura originale fu completata nel 596 per volere del potente nobile Soga no Umako. Il tempio viene citato dagli annali del Giappone Nihonshoki, nella sezione relativa all'Imperatrice Suiko del Fusō-ryakuki, in cui viene riportato che alcune reliquie del Buddha furono depositate dentro le fondazioni sotto un pilastro della pagoda dell'Hōkō-ji il 15 gennaio 593. Anche tale sacro evento fu voluto dal grande ministro Soga no Umako, che presenziò alla cerimonia dove un centinaio di persone indossavano vesti Paekje, in onore dei coreani che avevano fatto conoscere la nuova dottrina ai giapponesi. Il buddhismo era una novità per il Giappone del tempo, e così i primi due sacerdoti del tempio furono coreani. Anche i costruttori del tempio furono fatti arrivare dalla Corea, erano membri della famiglia Kongō Gumi, che si trasferì definitivamente in Giappone diventando una delle imprese costruttrici più famose del paese. Oltre all'Asakudera realizzarono molti altri edifici importanti, tra cui il castello di Osaka ed il tempio Shitennō-ji.
Quando nel 710 la capitale dell'impero fu trasferita da Asuka-kyō a Nara, anche il tempio fu spostato a Nara, dove prese il nome di Gangō-ji. Il sito Hōkō-ji di Asuka-kyō mantenne un tempio con l'immagine originale del Buddha, la prima mai creata in Giappone.

#### Okadera
Un altro importante tempio del periodo classico di Asuka è quello di Okadera, che è perfettamente conservato. Fu costruito nel VII secolo ed è tuttora tappa di uno dei percorsi di pellegrinaggio più famosi del Giappone.

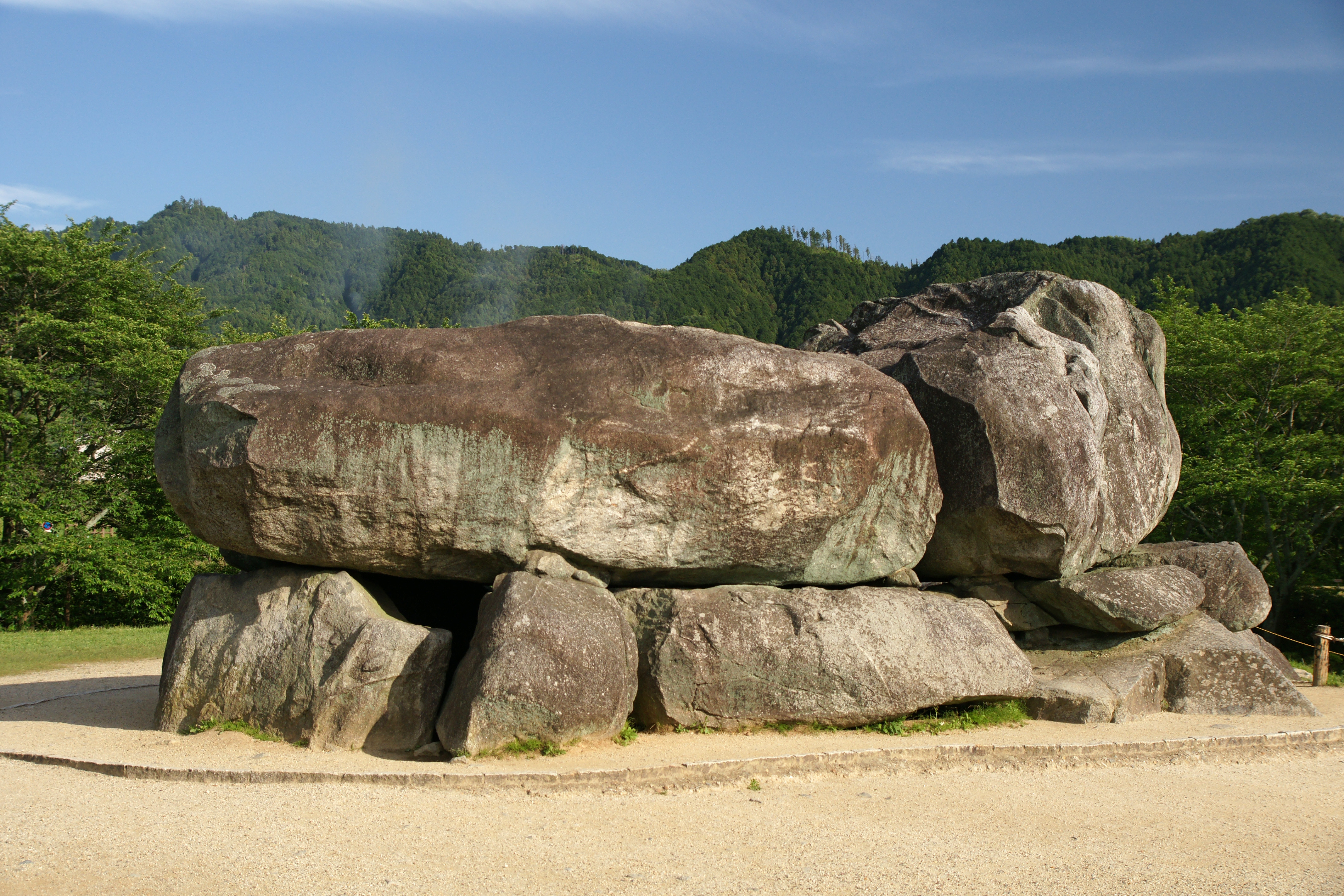
Il tumulo Ishibutai Kofun

### Tumuli
Il kofun Ishibutai, grande tumulo in pietra dove si dice sia stato sepolto lo statista Soga no Umako. Oltre a questa testimonianza, molti altri sono i tumuli di importanti personalità di quell'epoca che sono stati trovati nella zona di Asuka. Al loro interno sono stati rinvenuti reperti di grande valore.